# Justin Cage
Pour les articles homonymes, voir Cage.
Justin Cage, né le 26 juin 1985 à San Antonio (Texas), est un joueur de basket-ball américain. Il peut évoluer au poste d'ailier et d'ailier fort.

## Palmarès et distinctions

### Palmarès

#### En club
- Vainqueuer de la Coupe de Belgique en 2011 avec Dexia Mons-Hainaut.